# Mr. Simple
Mr. Simple é o quinto álbum de estúdio da boy band sul-coreana Super Junior. Foi lançado nas lojas físicas no dia 3 de agosto de 2011, pela gravadora SM Entertainment, sendo distribuído pela KMP Holdings, e disponibilizado para download digital em sites especializados um dia antes, em 2 de agosto de 2011. Uma nova versão do álbum foi lançada, a versão B, no dia 22 de agosto, com uma capa diferente, além de uma nova canção, "Superman", que já havia sido performada pelo grupo juntamente com "Mr. Simple" em programas musicais de televisão. Mr. Simple foi relançado em 19 de setembro, com um novo título, A-Cha, incluindo quatro canções inéditas.
O álbum é o último com a participação de Heechul, que alistou-se para o serviço militar obrigatório em 1º setembro de 2011, até sua volta ao grupo, em 2013. Mr. Simple foi o segundo álbum do grupo onde dez dos treze integrantes originais participaram das gravações e promoções, formação que prevaleceu desde o lançamento de Bonamana até o final de 2012.
De acordo com o Gaon Chart, até o final de dezembro de 2012 o álbum havia vendido um total de mais de 543.000 cópias apenas na Coreia do Sul. Mr. Simple é listado, ainda de acordo com o Gaon Chart, como o segundo álbum de estúdio mais vendido do ano de 2011 em seu país, atrás apenas de The Boys, do girl group Girls' Generation.
Em 29 de novembro de 2011, o álbum foi premiado como Álbum do Ano no 13º Mnet Asian Music Awards, e, janeiro de 2012, Mr. Simple foi premiado com dois Disk Daesang, considerado como o prêmio de Álbum do Ano: um no 26º Golden Disk Awards e outro no 21º Seoul Music Awards.

## Antecedentes e desenvolvimento
Em 31 de março de 2011, o líder Leeteuk anunciou durante uma entrevista: "Na melhor das hipóteses, vamos estar saindo com o nosso quinto álbum neste verão". Leeteuk e Eunhyuk confirmaram em seu programa de rádio, Super Junior Kiss the Radio, no dia 1º de junho, que já tinham começado a gravar seu novo álbum naquele dia. No dia seguinte, Heechul postou uma mensagem em seu Twitter dizendo que o grupo "pode estar ficando louco com os preparativos para o quinto álbum, mas quando ele for finalmente lançado, vocês irão enlouquecer". O dançarino americano Kenny Wormald postou em seu Twitter oficial no 10 de julho que tinha começado o ensaio da coreografia para o novo single do grupo. No mesmo dia, Leeteuk e Eunhyuk declararam, novamente no Super Junior Kiss the Radio, que o compositor Hitchhiker havia contribuído para o novo álbum. Shim Jae Won, coreógrafo e ex-integrante do grupo Black Beat, postou em sua conta no Twitter duas fotos do ensaio da coreografia, mostrando a metade inferior do seu corpo.
A primeira das dez fotos teasers foi lançada em 20 julho de 2011, com Eunhyuk. Logo após, outras fotos foram sendo reveladas, na seguinte ordem: Donghae, Leeteuk, Shindong, Kyuhyun, Sungmin, Ryeowook, Yesung, Siwon e Heechul. No mesmo dia, foi anunciado que o lançamento do álbum estava programado o dia 3 de agosto.

## Musicalidade e videoclipe
O álbum é constituído principalmente pelo synthpop, com a faixa-título, "Mr. Simple", sendo a última instalação do "SJ Funky", gênero em que o grupo veio utilizando em "Sorry, Sorry" e "Bonamana". As músicas cercadas de elementos do synthpop incluem também "Opera", "Be My Girl", "Walkin'" e "My Love, My Kiss, My Heart". Outras faixas incluídas no álbum são "Good Friends" e "Sunflower", influenciadas pelo country pop, duas faixas no estilo electropop, "Feels Good", e um cover de Hitchhiker, intitulado "White Christmas", as baladas "Storm" e "Memories", "Y", faixa composta por Donghae, bem como a inclusão da versão coreana de "Perfection", canção do subgrupo Super Junior-M, do seu EP homônimo, lançado ainda em 2011. Enquanto isso, para a versão B do álbum, mais uma faixa foi incluída: "Superman" é descrita como "uma faixa de hip-hop minimalista, que apresenta os membros cantando em uma extensão vocal baixa."
Entre os dias 22 e 24 de julho de 2011, o grupo filmou o videoclipe para o seu novo single. Dois teasers de vídeo foram lançados em 1 de agosto de 2011. O primeiro teaser ganhou um milhão de visualizações no YouTube um dia depois de seu lançamento e já tinha 2,5 milhões visualizações pelo segundo dia. Enquanto isso, o segundo teaser alcançou de um milhão de visualizações no segundo dia. O videoclipe de "Mr. Simple" chegou a mais de meio milhão de visualizações nas primeiras horas de lançamento. Passou de 1,5 milhões de visualizações até o final do primeiro dia e 3 milhões até o final do segundo dia de lançamento. Em 26 de agosto de 2011, foi lançado, através do canal oficial da SM Entertainment no YouTube, um videoclipe da canção "Superman" para apoiar o quinto álbum do grupo, com pequenos fragmentos da turnê Super Show 3, bem como trechos das sessões fotográficas e o making-of de "Mr. Simple".

## Lista de faixas
| Versão A e edição digital |                                                      |                             |                                                                            |                                                                            |         |  |
| N.º                       | Título                                               | Letras                      | Música                                                                     | Arranjo                                                                    | Duração |  |
| 1.                        | "Mr. Simple"                                         | Yoo Young-jin               | Yoo Young-jin                                                              | Yoo Young-jin                                                              | 3:59    |  |
| 2.                        | "오페라" (Opera)                                     | Kenzie                      | Thomas Troelsen, Engelina Larsen                                           | Kenzie                                                                     | 3:01    |  |
| 3.                        | "라라라라" (Be My Girl)                              | Kim Bu-min                  | Lanz, Henri Jouni Kristian, William Rappaport, Aku Rannila, Julimar Santos | Lanz, Henri Jouni Kristian, William Rappaport, Aku Rannila, Julimar Santos | 3:09    |  |
| 4.                        | "Walkin'"                                            | Misfit                      | Denzil Remedios, Kibwe Luke, Sharif Slater, Ryan Jhun                      | Denzil Remedios, Kibwe Luke, Sharif Slater, Ryan Jhun                      | 3:46    |  |
| 5.                        | "폭풍" (Storm)                                       | Kim Jung-bae                | Kenzie                                                                     | Kenzie                                                                     | 4:16    |  |
| 6.                        | "어느새 우린" (Good Friends)                         | Yoon Jong-shin              | Yoon Jong-shin                                                             | Shinchi                                                                    | 3:57    |  |
| 7.                        | "결투" (Feels Good)                                  | Hong Ji-yoo                 | Denniz Jamm, Qwan                                                          | Hwang Sung-jae, Kim Kyu-won                                                | 3:19    |  |
| 8.                        | "기억을 따라" (Memories)                             | Park Jun-soo, Lee Yoon-jong | Park Jun-soo, Lee Yoon-jong                                                | Park Jun-soo                                                               | 4:11    |  |
| 9.                        | "해바라기" (Sunflower)                               | Hong Ji-yoo                 | Brandon Fraley                                                             | Hwang Sung-jae, Kim Yong-hyun                                              | 3:52    |  |
| 10.                       | "엉뚱한 상상" (White Christmas)                      | Hitchhiker                  | Hitchhiker                                                                 | Hitchhiker                                                                 | 3:36    |  |
| 11.                       | "Y"                                                  | Lee Donghae, Chance         | Lee Donghae, Chance, Super D                                               | Chance, Bakcham, Super D                                                   | 3:27    |  |
| 12.                       | "My Love, My Kiss, My Heart"                         | Kim Tae-sung                | Denzil Remedios, Kibwe Luke, Sharif Slater, Ryan Jhun                      | Kim Tae-sung, Kim Yong-shin                                                | 3:40    |  |
| 13.                       | "태완미" (Perfection) (Super Junior-M) (Faixa Bônus) | Lee Won-geun                | Mikkel Remee Sigvardt, Thomas Troelsen                                     | Mikkel Remee Sigvardt, Thomas Troelsen                                     | 3:24    |  |
| Duração total:            | Duração total:                                       | Duração total:              | Duração total:                                                             | Duração total:                                                             | 47:44   |  |

| Versão B       |                                 |                             |                                                                            |                                                                            |         |  |
| N.º            | Título                          | Letras                      | Música                                                                     | Arranjo                                                                    | Duração |  |
| 1.             | "Superman"                      | Yoo Young-jin               | Yoo Young-jin                                                              | Yoo Young-jin                                                              | 3:21    |  |
| 2.             | "Mr. Simple"                    | Yoo Young-jin               | Yoo Young-jin                                                              | Yoo Young-jin                                                              | 3:59    |  |
| 3.             | "오페라" (Opera)                | Kenzie                      | Thomas Troelsen, Engelina Larsen                                           | Kenzie                                                                     | 3:01    |  |
| 4.             | "라라라라" (Be My Girl)         | Kim Bu-min                  | Lanz, Henri Jouni Kristian, William Rappaport, Aku Rannila, Julimar Santos | Lanz, Henri Jouni Kristian, William Rappaport, Aku Rannila, Julimar Santos | 3:09    |  |
| 5.             | "Walkin'"                       | Misfit                      | Denzil Remedios, Kibwe Luke, Sharif Slater, Ryan Jhun                      | Denzil Remedios, Kibwe Luke, Sharif Slater, Ryan Jhun                      | 3:46    |  |
| 6.             | "폭풍" (Storm)                  | Kim Jung-bae                | Kenzie                                                                     | Kenzie                                                                     | 4:16    |  |
| 7.             | "어느새 우린" (Good Friends)    | Yoon Jong-shin              | Yoon Jong-shin                                                             | Shinchi                                                                    | 3:57    |  |
| 8.             | "결투" (Feels Good)             | Hong Ji-yoo                 | Denniz Jamm, Qwan                                                          | Hwang Sung-jae, Kim Kyu-won                                                | 3:19    |  |
| 9.             | "기억을 따라" (Memories)        | Park Jun-soo, Lee Yoon-jong | Park Jun-soo, Lee Yoon-jong                                                | Park Jun-soo                                                               | 4:11    |  |
| 10.            | "해바라기" (Sunflower)          | Hong Ji-yoo                 | Brandon Fraley                                                             | Hwang Sung-jae, Kim Yong-hyun                                              | 3:52    |  |
| 11.            | "엉뚱한 상상" (White Christmas) | Hitchhiker                  | Hitchhiker                                                                 | Hitchhiker                                                                 | 3:36    |  |
| 12.            | "Y"                             | Lee Donghae, Chance         | Lee Donghae, Chance, Super D                                               | Chance, Bakcham, Super D                                                   | 3:27    |  |
| 13.            | "My Love, My Kiss, My Heart"    | Kim Tae-sung                | Denzil Remedios, Kibwe Luke, Sharif Slater, Ryan Jhun                      | Kim Tae-sung, Kim Yong-shin                                                | 3:40    |  |
| Duração total: | Duração total:                  | Duração total:              | Duração total:                                                             | Duração total:                                                             | 47:41   |  |

| Relançamento (A-Cha) |                                 |                                                      |                                                                            |                                                                            |         |  |
| N.º                  | Título                          | Letras                                               | Música                                                                     | Arranjo                                                                    | Duração |  |
| 1.                   | "Superman"                      | Yoo Young-jin                                        | Yoo Young-jin                                                              | Yoo Young-jin                                                              | 3:21    |  |
| 2.                   | "A-Cha"                         | Kim Bu-min                                           | Hitchhiker                                                                 | Hitchhiker                                                                 | 3:18    |  |
| 3.                   | "Mr. Simple"                    | Yoo Young-jin                                        | Yoo Young-jin                                                              | Yoo Young-jin                                                              | 3:59    |  |
| 4.                   | "Oops!" (com f(x))              | Leeteuk, Heechul, Shindong, Eunhyuk, Donghae, Misfit | Kalle Engstrom, William J. Fuller                                          | Kalle Engstrom, William J. Fuller                                          | 3:44    |  |
| 5.                   | "하루에" (A Day)                | Kim Jung-bae                                         | Kenzie                                                                     | Kenzie                                                                     | 3:27    |  |
| 6.                   | "안단테" (Andante)              | Misfit                                               | Leeteuk, Henry, Kim Kyu-won                                                | Kim Kyu-won, 813Project                                                    | 3:06    |  |
| 7.                   | "오페라" (Opera)                | Kenzie                                               | Thomas Troelsen, Engelina Larsen                                           | Kenzie                                                                     | 3:01    |  |
| 8.                   | "라라라라" (Be My Girl)         | Kim Bu-min                                           | Lanz, Henri Jouni Kristian, William Rappaport, Aku Rannila, Julimar Santos | Lanz, Henri Jouni Kristian, William Rappaport, Aku Rannila, Julimar Santos | 3:09    |  |
| 9.                   | "Walkin'"                       | Misfit                                               | Denzil Remedios, Kibwe Luke, Sharif Slater, Ryan Jhun                      | Denzil Remedios, Kibwe Luke, Sharif Slater, Ryan Jhun                      | 3:46    |  |
| 10.                  | "폭풍" (Storm)                  | Kim Jung-bae                                         | Kenzie                                                                     | Kenzie                                                                     | 4:16    |  |
| 11.                  | "어느새 우린" (Good Friends)    | Yoon Jong-shin                                       | Yoon Jong-shin                                                             | Shinchi                                                                    | 3:57    |  |
| 12.                  | "결투" (Feels Good)             | Hong Ji-yoo                                          | Denniz Jamm, Qwan                                                          | Hwang Sung-jae, Kim Kyu-won                                                | 3:19    |  |
| 13.                  | "기억을 따라" (Memories)        | Park Jun-soo, Lee Yoon-jong                          | Park Jun-soo, Lee Yoon-jong                                                | Park Jun-soo                                                               | 4:11    |  |
| 14.                  | "해바라기" (Sunflower)          | Hong Ji-yoo                                          | Brandon Fraley                                                             | Hwang Sung-jae, Kim Yong-hyun                                              | 3:52    |  |
| 15.                  | "엉뚱한 상상" (White Christmas) | Hitchhiker                                           | Hitchhiker                                                                 | Hitchhiker                                                                 | 3:36    |  |
| 16.                  | "Y"                             | Lee Donghae, Chance                                  | Lee Donghae, Chance, Super D                                               | Chance, Bakcham, Super D                                                   | 3:27    |  |
| 17.                  | "My Love, My Kiss, My Heart"    | Kim Tae-sung                                         | Denzil Remedios, Kibwe Luke, Sharif Slater, Ryan Jhun                      | Kim Tae-sung, Kim Yong-shin                                                | 3:40    |  |
| Duração total:       | Duração total:                  | Duração total:                                       | Duração total:                                                             | Duração total:                                                             | 61:12   |  |

## Promoção e lançamento
O grupo realizou uma conferência de imprensa no Imperial Palace Hotel, em Seul, no dia 4 de agosto, atraindo mais de 200 jornalistas, incluindo 70 jornalistas estrangeiros do Japão, China, Taiwan, Tailândia, Hong Kong e Singapura. O grupo expressou que promoveria o álbum pelo maior tempo possível, até a data de alistamento de Heechul e também para iniciar sua turnê, Super Show 4.
Super Junior teve sua performance de estréia de "Mr. Simple" e de "Superman" no Music Bank, em 5 de agosto de 2011, seguida por uma apresentação no Show! Music Core no dia seguinte, uma no Inkigayo no dia 7 e em 11 de agosto, no M! Countdown. As promoções foram finalizadas em 28 de agosto, devido ao alistamento militar de Heechul, em 1 de setembro de 2011.
O álbum foi lançado em 11 países em toda a Ásia, incluindo Taiwan, em 6 de setembro de 2011. O álbum seria pré-lançado nas Filipinas pela Universal Records em 01 de outubro de 2011, mas a data foi transferida para 08 de outubro, devido a problemas de fabricação causados pelo tufão Nesat. A versão A do álbum foi lançada oficialmente no país no dia 24 de novembro. Após o lançamento da versão japonesa de "Mr Simple", o grupo seguiu com o lançamento da versão nipônica de "Opera". O single foi lançado para pré-venda em 11 de março de 2012.

## Recepção
| Críticas profissionais | Críticas profissionais |
| Avaliações da crítica  | Avaliações da crítica  |
| Fonte                  | Avaliação              |
| ---------------------- | ---------------------- |
| allkpop                | 3.4 / 5                |
| IZM                    | [ 32 ]                 |

O álbum estreou em primeiro lugar no chart da Hanteo, vendendo 79.152 cópias, e também ficou no topo da Tower Records japonesa, tanto em vendas físicas como em vendas digitais, na sua primeira semana de lançamento. O álbum também liderou as paradas de vendas de álbuns físicos do Hottracks, Yes24 e outras paradas de música on-line, como o Dosirak, Bugs e MelOn, com a faixa título "Mr Simple". O álbum também estreou como número três na Billboard World Albums Chart na semana de 20 de agosto de 2011.
De acordo com o Hanteo Chart, o álbum vendeu 100.000 cópias após duas semanas de lançamento e chegou ao número um para o mês de agosto com 287.427 cópias vendidas, de acordo com Gaon Chart. Enquanto isso, a versão de relançamento, A-Cha, lançada em 19 de setembro, estreou no número um na parada em tempo real do Hanteo Chart. A-Cha vendeu 52 mil cópias até o final de setembro de 2011, ficando em segundo lugar, atrás do álbum In Heaven, do JYJ, considerando que o álbum estreou em número três no Gaon Monthly Album Chart de setembro, com 97.210 cópias vendidas.
Na lista de fim de ano de vendas de álbuns em 2011, elaborada pelo Gaon Chart, o álbum é listado como o segundo álbum mais vendido do ano, com 343.348 cópias vendidas, e a versão de relançamento como o sétimo, com 129.894 cópias vendidas, acumulando um total de 473.242 cópias na Coréia do Sul. Em 12 de abril de 2012, o Gaon Chart informou que até o final de março de 2012, o álbum já havia vendido um total acumulado de 502.830 cópias, tornando-se o primeiro álbum em quatro anos a ultrapassar meio milhão em vendas, desde o oitavo álbum de Kim Gun-mo, He-story, em 2003 e quarto álbum do TVXQ, Mirotic em 2008. A versão lançada nas Filipinas, em 8 de outubro, chegou ao número um no Odyssey Weekly Album Chart. Depois de uma semana de vendas, o álbum alcançou o certificado de ouro, por vendas maiores do que 7.500. Este foi quinto álbum número um do grupo no país, e o quarto álbum  a receber o certificado de ouro no país, tornando o Super Junior o único artista sul-coreano a conseguir esse feito.

## Desempenho nas tabelas musicais

### Álbum
| País           | Parada                      | Melhor posição |
| -------------- | --------------------------- | -------------- |
| Coreia do Sul  | Gaon Weekly Album Chart     | 1              |
| Coreia do Sul  | Gaon Monthly Album Chart    | 1              |
| Filipinas      | Odyssey Weekly Album Chart  | 1              |
| Estados Unidos | Billboard World Album Chart | 3              |
| Japão          | Oricon Weekly Album Chart   | 17             |

### Single
| Parada                       | Melhor posição |
| ---------------------------- | -------------- |
| Gaon Singles chart           | 1              |
| Gaon Streaming Singles chart | 1              |
| Gaon Download Singles chart  | 1              |
| Gaon Mobile Ringtone chart   | 1              |
| Gaon Karaoke chart           | 1              |
| Billboard K-Pop Hot 100      | 7              |

| Parada                       | Melhor posição |
| ---------------------------- | -------------- |
| Gaon Singles chart           | 2              |
| Gaon Streaming Singles Chart | 2              |
| Gaon Download Singles chart  | 4              |
| Gaon Mobile Ringtone chart   | 3              |
| Gaon Karaoke chart           | 7              |
| Billboard K-Pop Hot 100      | 19             |

## Vendas
| País/Parada | Álbum      | Vendas    |
| ----------- | ---------- | --------- |
| Gaon Chart  | Mr. Simple | + 343,348 |
| Gaon Chart  | A-Cha      | + 129,894 |
| Total       |            |           |
| + 473,242   |            |           |

## Histórico de lançamento
| País          | Data | Formato                                  | Distribuição      |
| ------------- | --- | ---------------------------------------- | ----------------- |
| Coreia do Sul | 2 de agosto de 2011 3 de agosto de 2011 (versão A) 22 de agosto de 2011 (versão B) 19 de setembro de 2011 (relançamento) | Download digital CD CD, download digital | KMP Holdings      |
| Japão         | 6 de agosto de 2011 | CD                                       | Avex Trax         |
| Taiwan        | 6 de setembro de 2011 (versão A) 23 de setembro de 2011 (versão B) 30 de setembro de 2011 (relançamento)                 | CD                                       | Avex Taiwan       |
| Singapura     | 29 de setembro de 2011 (relançamento)                                                                                    | CD                                       | Universal Music   |
| Filipinas     | 24 de novembro de 2011 (versão A) 17 de dezembro de 2011 (versão B e relançamenro)                                       | CD                                       | Universal Records |
| Malásia       | 12 de setembro de 2011 (versão B) 10 de outubro de 2011 (relançamento)                                                   | CD                                       | Universal Music   |

## Créditos
Os créditos correspondem a versão A do álbum, exceto indicado.
| - Super Junior - vocais, vocais de apoio - Leeteuk - vocais, rap - Heechul - vocais - Yesung - vocais principais, vocais de apoio - Shindong - vocais, rap - Sungmin - vocais principais, vocais de apoio - Eunhyuk - vocais, rap - Siwon - vocais - Donghae - vocais, rap - Ryeowook - vocais principais, vocais de apoio - Kyuhyun - vocais principais, vocais de apoio - Super Junior-M - vocais, vocais de apoio (Perfection') - Zhou Mi - vocais - Henry - vocais, rap - Yoo Young-jin - vocais de apoio - Kang Sungho - vocais de apoio - Park Il - vocais de apoio - Chance (One Way) - vocais de apoio - Hitchhiker - vocais de apoio, arranjos de violão/guitarra, teclado e sintetizador, baixo e processamento de som | - Thomas Troelsen - vocais de apoio - TST - sessão dos metais - Choi Wonhyuk - baixo - Kim Jungbae - violão/guitarra - Lee Hwa - piano - Yoong - instrumentos de cordas - Shin Seokchul - bateria - Choi Hoon - baixo - Cho Jeongchi - violão/guitarra - Go Gyeongchun - teclado - Lee Sungryeol - violão/guitarra - Park Cham - violão/guitarra - Super D - teclado - Kim Kyuwon - edição do pro-tools - Goo Jongpil - mixagem - Nam Koongjin - mixagem - Lee Seungho - mixagem - Jeon Hoon - masterização de áudio (masterização feita no Sonic Korea) |